# رود نیوا
رود نیوا رودی است که به Kandalaksha Gulf می‌ریزد. این رود از کشور روسیه می‌گذرد.